# Луговая (приток Мелковицы)
Луговая — река в России, правый приток Мелковицы (бассейн Волги). Протекает в Зуевском районе Кировской области. Устье реки находится в 12 км по правому берегу Мелковицы. Длина реки составляет 11 км.
Исток реки в 17 км к северо-западу от центра посёлка Чепецкий на границу с Белохолуницким районом. Река течёт на юго-запад, всё течение проходит по ненаселённому лесному массиву. Принимает несколько безымянных лесных ручьёв слева. Устье находится в 3 км к северу от деревни Поджорново. Ширина реки на всём протяжении не превышает 10 метров.

## Данные водного реестра
По данным государственного водного реестра России относится к Камскому бассейновому округу, водохозяйственный участок реки — Чепца от истока до устья, речной подбассейн реки Вятка. Речной бассейн реки — Кама.